# 岡野友佑
岡野 友佑（おかの ゆう、4月22日 - ）は、日本の男性声優。東京都出身。81プロデュース所属。

## 略歴
声優を目指したきっかけの作品は『スター・ウォーズ』。小学生の頃に台詞を真似していたという。また、学芸会において芝居が好きで、漫画をよく読んでいたことがあり、中学3年生の頃に声優になりたいと思ったと語っている。
大学1年生の頃は学生劇団に入っていた。大学2年生の頃に専門学校を探し始め、アルカディア声優学院に入所する。
2016年4月1日、81プロデュース所属。

## 人物
名前の由来については二文字目の「佑」は「助ける」という訓読みを持っており、「友達を助ける」という意味で「友佑」と名付けられたという。
趣味・特技はサッカー、お笑い、フラッシュ暗算、ヴァイオリン。

## 出演
太字はメインキャラクター。

### テレビアニメ
2017年
- ゼロから始める魔法の書（村の男B）
- 笑ゥせぇるすまんNEW（記者）
- バチカン奇跡調査官（ペテロ・オルガノ神父）
- 賭ケグルイ（2017年 - 2019年、男子生徒、生徒） - 2シリーズ
- 縁結びの妖狐ちゃん
- ROBOMASTERS THE ANIMATED SERIES（部員A）

2018年
- バジリスク 〜桜花忍法帖〜（徳川忠長、徳川忠長〈影武者〉）
- 一人之下 羅天大醮篇（審判）
- 3D彼女 リアルガール（2018年 - 2019年、パティシエプリンス、高梨の友人、竹田、桜田、綾戸のクラスメイト 他） - 2シリーズ
- イナズマイレブン アレスの天秤（生徒）
- フューチャーカード 神バディファイト（2018年 - 2019年、ガルドッグ / 忍ドッグ / マジドッグ、野球部部長、ロストナイト：ネロウ・ランス / ネロウ・シルトランス、少年A）
- カードファイト!! ヴァンガード（2018年 - 2019年、FF構成員、FF構成員B、ロケットハンマーマン、教師、男 他） - 2シリーズ
- 夢王国と眠れる100人の王子様（街の人C、ユメクイ）
- はねバド!（審判）
- 音楽少女（音楽少女ファン）
- DOUBLE DECKER! ダグ&キリル（警察官A）
- RELEASE THE SPYCE（オペレーター1）
- メルクストーリア -無気力少年と瓶の中の少女-（白鳥）
- 逆転裁判 〜その「真実」、異議あり!〜（男A）

2019年
- キラキラハッピー★ ひらけ!ここたま（配達員）
- モブサイコ100 II（霊能力者5）
- ポチっと発明 ピカちんキット（2019年  - 2020年、工作員、輩）
- 約束のネバーランド（無線）
- MIX（2019年 - 2023年、宮田、島崎、安野、高岡、平尾 他） - 2シリーズ
- 胡蝶綺 〜若き信長〜（村人たち、小姓、又三郎、村人）
- 女子高生の無駄づかい（男）
- ドラえもん（テレビ朝日版第2期）（2019年 - 2025年、野良猫B、登山客B）
- 私、能力は平均値でって言ったよね!（男性客、男子生徒、盗賊、エリック、商人 他）
- あひるの空（2019年 - 2020年、不良、観客、サッカー部員）

2020年
- ブレーカーズ（成田伸、相手チーム 選手）
- 22/7（スタッフ、学生）
- 異種族レビュアーズ（ボーイ）
- メジャーセカンド（小橋、一塁審、木村、地頭）
- 白猫プロジェクト ZERO CHRONICLE（盗賊）
- かぐや様は告らせたい シリーズ（2020年 - 2022年、風祭豪） - 2シリーズ
- ミュークルドリーミー（2020年 - 2021年、審判B、モンスターB、1年男子①、男子生徒②、ロボモンスター）
- とある科学の超電磁砲T（研究者、男）
- 食戟のソーマ 豪ノ皿（料理人B）
- 炎炎ノ消防隊 弐ノ章（焔ビト、第2隊員）
- モンスター娘のお医者さん（ハーピーたち）
- おじゃる丸（観光客）
- A3!（通行人）

2021年
- スケートリーディング☆スターズ（前島の友人）
- はたらく細胞!!（一般細胞1）
- ホリミヤ（男子高校生）
- 2.43 清陰高校男子バレー部（実行委員）
- アイドールズ!（古参ファンC）
- ひげを剃る。そして女子高生を拾う。（周囲の人々、乗客）
- カードファイト!! ヴァンガード overDress（僧侶）
- NIGHT HEAD 2041（吉本郁夫、ブラボー隊員、隊員A、教団員B）
- 100万の命の上に俺は立っている（クリウス）
- TSUKIPRO THE ANIMATION 2（三郎）
- 86-エイティシックス-（兵士）
- メガトン級ムサシ（2021年 - 2023年、オペレーター、兵士） - 2シリーズ

2022年
- ありふれた職業で世界最強 2nd season（ビィズ・フォウワード・ゼンゲン）
- ハコヅメ〜交番女子の逆襲〜（乗客）
- プラチナエンド（若手SP）
- 失格紋の最強賢者（男子生徒B）
- 薔薇王の葬列（ヨーク兵士A）
- 古見さんは、コミュ症です。（サラリーマン）
- 可愛いだけじゃない式守さん（男子生徒）
- リコリス・リコイル（真島手下、DAオペレーター）
- RWBY 氷雪帝国（ローマンの手下）
- 金装のヴェルメイユ〜崖っぷち魔術師は最強の厄災と魔法世界を突き進む〜（マルクス・パールストン）
- ななし怪談（2022年 - 2023年、先生、ジャンぽん、十隠、喪チヌシ、マゼテ、ななし 他） - 2シリーズ
- うたわれるもの 二人の白皇（イズルハ兵）
- 最近雇ったメイドが怪しい（高校生A）
- 忍たま乱太郎（突庵望太〈代役〉）
- 機動戦士ガンダム 水星の魔女（スポッター）
- クレヨンしんちゃん（四郎〈代役〉）
- 陰の実力者になりたくて!（2022年 - 2023年、男子生徒、騎士）

2023年
- 転生王女と天才令嬢の魔法革命（ナヴル・スプラウト、魔法省役人B）
- 久保さんは僕を許さない（コンビニの店員）
- 弱虫ペダル LIMIT BREAK（観客）
- シュガーアップル・フェアリーテイル（職人）
- 地獄楽（牢役人A、花与力、町人A）
- 私の百合はお仕事です!（男性客）
- 【推しの子】（男子生徒）
- 王様ランキング 勇気の宝箱（フレン）
- 魔法少女マジカルデストロイヤーズ（モブリーマン）
- ライアー・ライアー（生徒1、茨学園A）
- はたらく魔王さま!!（天兵連隊）
- るろうに剣心 -明治剣客浪漫譚- (2023)（銀次）
- キボウノチカラ〜オトナプリキュア'23〜（審判、理学療法士、社員、街の人）
- オーバーテイク!（撮影スタッフ）
- ゴブリンスレイヤーII（新人冒険者）
- ラグナクリムゾン（街の人々、狩竜人たち）
- Dr.STONE NEW WORLD（戦士）

2024年
- 魔都精兵のスレイブ（男子生徒B）
- 最強タンクの迷宮攻略〜体力9999のレアスキル持ちタンク、勇者パーティーを追放される〜（新米冒険者A、自警団B、カメレオンコングB、客B・C、町の人 他）
- 真の仲間じゃないと勇者のパーティーを追い出されたので、辺境でスローライフすることにしました2nd（ゴブリン）
- 異世界でもふもふなでなでするためにがんばってます。（カイルス・マーカン）
- 望まぬ不死の冒険者（ノーマン）
- アイドルマスター シャイニーカラーズ（AD）
- 黒執事 -寄宿学校編-（学生）
- 先輩はおとこのこ（小武幸太郎）
- ひとりぼっちの異世界攻略（オタC）
- 魔法使いになれなかった女の子の話（キンボール部部長）

2025年
- この会社に好きな人がいます（田村、観客、男性社員、試験官）
- 不遇職【鑑定士】が実は最強だった（コボルト、サイレントアント、冒険者、領民）
- 名探偵コナン（医者）
- マジック・メイカー 〜異世界魔法の作り方〜（兵士）
- 未ル わたしのみらい（警官）
- 華Doll*-Reinterpretation of Flowering-（司会者、スタッフ）
- ブスに花束を。（日サロ男）
- 雨と君と（花火大会観客）

### 劇場アニメ
- 劇場版 はいからさんが通る 後編 〜花の東京大ロマン〜（2018年、記者）
- 劇場版 幼女戦記（2019年、兵士）
- バースデー・ワンダーランド（2019年、ガード猫）
- プロメア（2019年、ピザ職人）
- モンスターストライク THE MOVIE ルシファー 絶望の夜明け（2020年、天使兵）
- 劇場版 Fate/Grand Order -神聖円卓領域キャメロット- 前編 Wandering; Agateram（2020年、村人）
- 映画 えんとつ町のプペル（2020年、町人）
- 大雪海のカイナ ほしのけんじゃ（2023年）
- がんばっていきまっしょい（2024年、実況）
- 劇場版 鬼滅の刃 無限城編 第一章 猗窩座再来（2025年）

### Webアニメ
- ルナたん〜1万年のひみつ〜（2017年）
- 斉木楠雄のΨ難 Ψ始動編（2019年、プレイヤーC、男子学生A、男子生徒A）
- バキ（2020年、観客）
- ハレルヤ -運命の選択-（2020年、キャスター）
- BASTARD!! -暗黒の破壊神-（2022年、城兵、忍者、騎士団員、兵士、騎士、ダイ＝アモンの部下）
- 風都探偵（2022年、客、朧丸）
- ロマンティック・キラー（2022年、純太の友達）
- ライジングインパクト（2024年、友達C）

### ゲーム
2016年
- ナイトスリンガー（ライカン 他）
- 黎冥学園生徒会〜天魔の末裔と禁断の果実〜

2017年
- グランドサマナーズ（風水戦師エルメシオ 、森羅騎帝エルメシオ）
- デジタルラプソディ（ドラゴン・フェン / ナイル・フラット）
- 武器よさらば（ソウマ）
- ホワイト（盗賊 / 若者）

2018年
- 暁のエピカ -Union Brave-（バージ、オリエル 他）
- ウイニングハンド（ポセイドン 他）
- 大航海ユートピア（ギョーム 他）

2019年
- デュエル・マスターズ プレイス（光輪の精霊 ピカリエ、ミラフォース・ドラゴン、突神兵ドガーン）

2021年
- メガトン級ムサシ（田中久史、西川のりすけ、大野正、犬飼治、大杉太、ドラさん、小山内誠、ドラクター兵士）

2025年
- モンスターストライク（クチィパ）

### BLCD
- 恋をするつもりはなかった（2020年、ゲイバー客）
- 三兄弟、おにいちゃんの恋（2020年、ミキ・アイの友達1）
- みだらな猫は甘く啼く（2021年、佑川急便のドライバー）
- シャングリラの鳥II（2021年、ミラー）
- 25時、赤坂で 2（2022年、スタッフ）
- SとN（2022年、やっさん）

### 吹き替え

#### 映画
- アサシネーション・ネーション
- クリスマスに降る雪は（ピート）
- ザ・コマンドー（リカルド）
- 首都大地震（ロビー）
- 白雪姫[25]
- スプリー（ボビー）
- デスパレート・ラン（ノア）
- ドラゴンハート -明日への希望-（ルーカス〈ジャック・ケイン〉）
- ドント・スリープ（ダリル）
- 覗き屋（キム・ギチョル）
- バトル・クルーズ（マイケル）
- バニシング:未解決事件（パク・ジンホ〈ユ・ヨンソク〉）
- レジェンド・オブ・フォックス 妖狐伝説（王子進〈チェン・リーノン〉）

#### ドラマ
- 愛をこめて、キティより（ミンホ）
- 凍てつく楽園 シーズン7（セッベ）
- インスティンクト -異常犯罪捜査-（ケイレブ）
- ウォーキング・デッド（ヘンリー）
- ザ・ロッジ（ノア）
- 女王ヴィクトリア 愛に生きる（ジョーンズ）
- 真・西遊記 (身見）
- 代理リベンジ（ケイン、ソク・ジェボム）
- ティーン・スパイ K.C.（ダリエンの友達）
- 人間レッスン（テリム）
- ハーレーはド真ん中（マイルズ）
- Be With You 〜いま、会いにゆきます〜（青年ジホ）
- ファインド・ミー2～パリでタイムトラベル（若オスカー）
- ホテル ハルシオン（トム）
- ミルドレッドの魔女学校 シーズン2（オリー）
- メリー・アン・シングルトンの物語（レイブン）
- モダン･ラブ 〜今日もNYの街角で〜（ジャック）
- 浪漫ドクター キム・サブ（カン・ドンジュ〈ユ・ヨンソク〉）

#### テレビ番組
- マジックベイクオフ（キャノン）

#### アニメ
- キティ・キャッツ（シスコ）
- 下の階には澪がいる（学生男、輝樹、通行人男、学祭客男、観客 他）
- セイディ・スパークス（サム）
- 百妖譜（荷車の男）
- プラグの抜けたダグ（ピンクロボ）
- マーベル アベンジャーズ：ブラックパンサー・クエスト（少年ティ・チャラ）
- 魔道祖師（阿童 / アートン、温氏の者）
- レゴ ニンジャゴー 炎の章（ドウェイン）
- ロストティーンエイジャー（アダム）

### ナレーション
- オリコン演歌&歌謡スペシャル2022　上半期TOP50
- オリコン演歌&歌謡スペシャル2023 年間TOP100
- 歴史探偵（次回予告ナレーション）

### ボイスオーバー
- オートリバースの恋
- クローズアップ現代＋
- 週刊ニュース深読み
- 新・地球絶景紀行 ペルー編・カナダ編
- 世界ふれあい街歩き 人生を楽しむ街 モントリオール
- ニュースウオッチ9
- 目撃!にっぽん

### CMナレーション
- P&G ファブリーズ
- 大塚製薬 カロリーメイト
- 次世代ワールドホビーフェア オンライン
- 消臭抗菌剤cDX
- 城山ホテル鹿児島
- 内閣府「スーパーシティ」で実現する私たちの暮らし-データ連携基盤-
- 爆上戦隊ブンブンジャー あいことばキャンペーン
- 百年住宅
- ポケモンずかんドリル
- ラブライブ!スーパースター!!

### オーディオブック
- 超 筋トレが最強のソリューションである 筋肉が人生を変える超・科学的な理由（2018年、朗読[26]）
- 芸人ディスティネーション 第1～2巻（2019年 - 2020年、浮津平助[27][28]）
- さびしがりやのロリフェラトゥ（2019年、モブ）
- 人類は衰退しました 第2巻（2020年、助手さん 他[29]）
- リベンジャーズ・ハイ（2020年、朗読、チューミー・リベンジャー[30]）
- スチームヘヴン・フリークス（2020年、ハリー 他[31]）
- ふぉーくーるあふたー（2021年、ガッタくん ほか[32]）
- 剣と魔法の税金対策（2022年、センタラルバルド ほか[33]）

### デジタルコミック
- 12歳。シリーズ（2019年、エイコー[34][35]）
- はるお嬢さま、恋のお時間です！(2020年、お父さん[36])
- どうしようもない、ぼくの初恋。（2022年、体育教師、運動部の声、男子生徒F、男子生徒G）[37]
- アニコミ 元武王のおっさんと、万魔王と呼ばれた娘。～ほのぼの父娘の殺伐無双～（2023年、リューリンク[38]）

### 朗読劇
- 朗読劇「カラオケ行こ!」（2021年12月19日、ところざわサクラタウン ジャパンパビリオン ホールA） - 和田 役[39]
- 朗読劇「朗読劇 走馬灯を探して　（2022年5月7 - 8日、ジョイジョイシアター）
- 81プロデュース・日本工学院・豊島区　産学官連携企画 朗読劇「天上の虹」万葉集編（2025年9月28日、あうるすぽっと） - 長皇子 役[40]

### ラジオ
※はインターネット配信。
- 整え!!BUNBUNきのこRadio(2022年5月28日 - 、ニコニコ動画※)

### その他コンテンツ
- リモート☆ホスト（2021年 -、金多[41]）

### 合同ライブ
| 出演日        | タイトル                                              | 会場                                 |
| ------------- | ----------------------------------------------------- | ------------------------------------ |
| 2022年2月26日 | Club Venere＆Club Saturno合同イベント「No.1は俺だ！」 | 科学技術館サイエンスホール（東京都） |

## ディスコグラフィ

### キャラクターソング
| 発売日         | 商品名                                   | 歌                                 | 楽曲                                    | 備考                      |
| -------------- | ---------------------------------------- | ---------------------------------- | --------------------------------------- | ------------------------- |
| 2021年11月17日 | リモート☆ホスト Club Venere No.4 金多    | 金多（岡野友佑）                   | 「ギャンブリングデート」 「ゲラメキユ」 | 『リモート☆ホスト』関連曲 |
| 2021年11月17日 | リモート☆ホスト Club Venere's Collection | Venere 5                           | 「ゲラメキユ」                          | 『リモート☆ホスト』関連曲 |
| 2021年11月17日 | リモート☆ホスト Club Venere's Collection | Venere 5、Saturno 5                | 「ゲラメキユ」                          | 『リモート☆ホスト』関連曲 |
| 2022年6月15日  | King of the night!!                      | Venere 5                           | 「King of the night!!」                 | 『リモート☆ホスト』関連曲 |
| 2022年12月7日  | リモート☆ホスト Club Venere No.5 金多    | 金多（岡野友佑）                   | 「Cradle」                              | 『リモート☆ホスト』関連曲 |
| 2022年12月7日  | ゲラメキユ2022 All ver.                  | Venere 5、Saturno 5                | 「ゲラメキユ2022 All ver.」             | 『リモート☆ホスト』関連曲 |
| 2023年7月19日  | King of the night!!2023                  | Venere 5                           | 「King of the night!!2023」             | 『リモート☆ホスト』関連曲 |
| 2023年12月6日  | リモート☆ホスト デュエットCD②            | 輝石（坂田将吾）、金多（岡野友佑） | 「どうか愛を止めないで…」               | 『リモート☆ホスト』関連曲 |

### シリーズ一覧
1. ↑  第1期（2017年）、第2期『××』（2019年）
2. ↑  第1シーズン（2018年）、第2シーズン（2019年）
3. ↑  中・高校生編（2018年）、新右衛門編（2019年）
4. ↑  1ST SEASON（2019年）、2ND SEASON『MIX MEISEI STORY 2ND SEASON 〜二度目の夏、空の向こうへ〜』（2023年）
5. ↑  第2期『かぐや様は告らせたい？〜天才たちの恋愛頭脳戦〜』（2020年）、第3期『かぐや様は告らせたい-ウルトラロマンティック-』（2022年）
6. ↑  シーズン1（2021年）、シーズン2（2022年 - 2023年）
7. ↑  第1作（2022年）、第2作（2023年）

### ユニットメンバー
1. 1 2 3 4 5  坂田将吾、田邊幸輔、柏崎隼史、岡野友佑、石井孝英
2. ↑  小林節、安田陸矢、小池貴大、山本智哉、柴野嵩大
3. ↑  安田陸矢、小池貴大、山本智哉、柴野嵩大、大野智敬